# 白井 (白井市)
白井（しろい）は、千葉県白井市の大字。2013年2月1日現在の人口は734人。郵便番号270-1421。

## 地理
白井市中北部に位置する。河原子・神々廻・復・根・折立、船橋市小室町と隣接する。

## 世帯数と人口
2017年（平成29年）10月31日現在の世帯数と人口は以下の通りである。
| 大字 | 世帯数  | 人口  |
| ---- | ------- | ----- |
| 白井 | 307世帯 | 689人 |

## 小・中学校の学区
市立小・中学校に通う場合、学区は以下の通りとなる。
| 番地 | 小学校                 | 中学校             |
| ---- | ---------------------- | ------------------ |
| 全域 | 白井市立白井第一小学校 | 白井市立白井中学校 |

## 交通

### バス
- 白井市循環バス
  - 東ルート（福祉センター・千葉ニュータウン中央駅ルート）[6][7]
    - （白井市役所） - 白井コミュニティセンター - 奥澤整形外科医院 - （千葉ニュータウン中央駅北口） - 奥澤整形外科医院 - 白井コミュニティセンター - （白井市役所）

### 道路
- 国道
  - 国道16号
- 主要地方道（都道府県道）
  - 千葉県道59号市川印西線

## 施設
- JA西印旛白井中央梨選果場
- 下長ふれあい公園
- 新白井橋機場
- 白井ケ丘霊園
- 秋本寺
- 鳥見神社